# Giorgi Arabidze
Giorgi Arabidze, né le 4 mars 1998 à Vani (Géorgie), est un footballeur international géorgien évoluant au poste d'attaquant au Ulsan HD.

## Biographie

### En club
Il inscrit 13 buts en deuxième division géorgienne lors de la saison 2014-2015.
En août 2019, Arabidze est prêté une saison au club turc de l'Adanaspor avec une option d'achat.

### En équipe nationale
Il inscrit 14 buts dans la catégorie des moins de 17 ans.
Il joue son premier match en équipe de Géorgie le 24 mars 2017, contre la Serbie. Ce match perdu 1-3 rentre dans le cadre des éliminatoires du mondial 2018.
Il inscrit son premier but en équipe nationale quatre jours plus tard, lors d'un match amical contre la Lettonie (victoire 5-0). Par la suite, le 7 juin de la même année, il inscrit son premier doublé avec la Géorgie, lors d'un match amical contre la modeste équipe de Saint-Christophe-et-Niévès (victoire 3-0).

## Palmarès
- Champion d'Ukraine en 2017 avec le Chakhtar Donetsk
- Vice-champion d'Ukraine en 2016 avec le Chakhtar Donetsk